# Trichoglossus ornatus
O Lóris-ornado (Trichoglossus ornatus) é uma espécie de ave da família Psittacidae.
É endémica da Indonésia.
Os seus habitats naturais são: florestas subtropicais ou tropicais húmidas de baixa altitude e florestas de mangal tropicais ou subtropicais.